# Fudbalski Klub Olimpic Sarajevo
Il Fudbalski Klub Olimpic Sarajevo, meglio noto come Olimpic Sarajevo, è stata una società calcistica bosniaca, con sede nella città di Sarajevo. Trae il nome dai Giochi olimpici invernali del 1984, disputati nella capitale bosniaca.

## Storia
Fondata nel 1993, in pieno conflitto dei Balcani, la squadra ha partecipato al suo primo campionato di massima serie nella stagione 1994-1995, quando ancora il torneo era suddiviso in gironi. L'Olimpic ottenne un buon terzo posto nel suo girone, sfiorando la qualificazione alla fase finale per l'assegnazione del titolo. Nella stagione successiva, la prima a girone unico, il 15º posto su 16 squadre significò retrocessione, cui seguì rapidamente anche una discesa nelle serie inferiori. L'assenza dal calcio d'élite durò fino alla stagione 2007-2008, quando l'Olimpic ottenne il ritorno in Prva Liga FBiH (uno dei due gironi in cui è suddivisa la seconda serie nazionale); da neopromossa, nel 2008-2009 vinse il suo campionato ed ottenne così una seconda promozione consecutiva che le permise di risalire in massima serie.
Il 27 maggio 2015 il club vince il suo primo trofeo ufficiale grazie al successo ottenuto ai calci di rigore nella finale della coppa nazionale contro il Široki Brijeg.

## Palmarès

### Competizioni nazionali
- Coppa di Bosnia-Erzegovina: 1

2014-2015
- Prva liga Federacija Bosne i Hercegovine: 3

1996-1997 (sud), 2008-2009, 2019-2020
- Druga Liga Federacije Bosne i Hercegovine: 2

2004-2005 (centro), 2007-2008 (centro)

### Altri piazzamenti
- Coppa di Bosnia ed Erzegovina:

Semifinalista: 2010-2011
- Prva liga Federacije Bosne i Hercegovine:

Secondo posto: 2002-2003, 2017-2018

## Rosa 2012-2013
| N. |                                 | Ruolo | Calciatore         |
| -- | ------------------------------- | ----- | ------------------ |
| 1  | Bosnia ed Erzegovina (bandiera) | P     | Irfan Fejzić       |
| 3  | Bosnia ed Erzegovina (bandiera) | C     | Haris Hajradinović |
| 4  | Bosnia ed Erzegovina (bandiera) | D     | Nihad Suljević     |
| 5  | Bosnia ed Erzegovina (bandiera) | D     | Asim Skaljić       |
| 6  | Bosnia ed Erzegovina (bandiera) | D     | Bojan Regoje       |
| 7  | Serbia (bandiera)               | C     | Milos Đorđević     |
| 8  | Bosnia ed Erzegovina (bandiera) | D     | Veldin Muharemović |
| 9  | Bosnia ed Erzegovina (bandiera) | A     | Irfan Smajić       |
| 10 | Bosnia ed Erzegovina (bandiera) | C     | Dzenan Durak       |
| 11 | Bosnia ed Erzegovina (bandiera) | A     | Rijad Pljevljak    |
| 12 | Bosnia ed Erzegovina (bandiera) | P     | Dino Hamzić        |
| 13 | Bosnia ed Erzegovina (bandiera) | C     | Perica Ivetić      |
| 14 | Bosnia ed Erzegovina (bandiera) | C     | Faruk Brković      |

| N. |                                 | Ruolo | Calciatore       |
| -- | ------------------------------- | ----- | ---------------- |
| 15 | Bosnia ed Erzegovina (bandiera) | C     | Sead Bučan       |
| 16 | Bosnia ed Erzegovina (bandiera) | D     | Eldin Dućić      |
| 17 | Bosnia ed Erzegovina (bandiera) | A     | Semir Kapić      |
| 18 | Bosnia ed Erzegovina (bandiera) | C     | Amir Zolj        |
| 19 | Bosnia ed Erzegovina (bandiera) | C     | Mahir Karić      |
| 20 | Bosnia ed Erzegovina (bandiera) | C     | Velibor Đurić    |
| 21 | Bosnia ed Erzegovina (bandiera) | P     | Smair Lakota     |
| 23 | Bosnia ed Erzegovina (bandiera) | A     | Almir Pliska     |
| 24 | Serbia (bandiera)               | C     | Miloš Vidović    |
|    | Serbia (bandiera)               | C     | Ognjen Đelmić    |
|    | Serbia (bandiera)               | C     | Bratislav Ristić |
|    | Bosnia ed Erzegovina (bandiera) | C     | Fenan Salčinović |
|    | Bosnia ed Erzegovina (bandiera) | A     | Alen Škoro       |

## Rosa 2009-2010
| N. |                                 | Ruolo | Calciatore          |
| -- | ------------------------------- | ----- | ------------------- |
| 1  | Bosnia ed Erzegovina (bandiera) | P     | Adi Adilović        |
| 2  | Bosnia ed Erzegovina (bandiera) | A     | Adis Hasečić        |
| 3  | Serbia (bandiera)               | C     | Miloš Jokić         |
| 4  | Serbia (bandiera)               | D     | Nikola Kolarov      |
| 5  | Bosnia ed Erzegovina (bandiera) | C     | Muamer Kurto        |
| 7  | Bosnia ed Erzegovina (bandiera) | C     | Admir Makić         |
| 8  | Bosnia ed Erzegovina (bandiera) | A     | Mirko Marinković    |
| 10 | Bosnia ed Erzegovina (bandiera) | C     | Albin Pelak         |
| 11 | Bosnia ed Erzegovina (bandiera) | D     | Bruno Prlić         |
| 12 | Bosnia ed Erzegovina (bandiera) | P     | Irfan Rastoder      |
| 13 | Bosnia ed Erzegovina (bandiera) | C     | Mladen Ristić       |
| 14 | Bosnia ed Erzegovina (bandiera) | D     | Aleksandar Simčević |

| N.  |                                 | Ruolo | Calciatore      |
| --- | ------------------------------- | ----- | --------------- |
| 15  | Bosnia ed Erzegovina (bandiera) | A     | Nermin Spahović |
| 17  | Bosnia ed Erzegovina (bandiera) | D     | Muhamed Subašić |
| 18  | Bosnia ed Erzegovina (bandiera) | D     | Nihad Suljević  |
| 19  | Bosnia ed Erzegovina (bandiera) | C     | Azur Velagić    |
| 20  | Serbia (bandiera)               | C     | Miloš Vidović   |
| 21  | Serbia (bandiera)               | P     | Dragan Vranić   |
| 22  | Serbia (bandiera)               | C     | Marko Zečević   |
| 23  | Serbia (bandiera)               | A     | Dragan Đurđević |
| TBD | Bosnia ed Erzegovina (bandiera) | C     | Omer Joldić     |
| TBD | Croazia (bandiera)              | D     | Vedran Ješe     |